# 鉄鉱石線 (南アフリカ)
鉄鉱石線（Export Iron Ore line, OREX）は、南アフリカ共和国の鉄道路線の1つ。鉄鉱石輸送用の貨物専用路線で、全長4.2km、最大351両、輸送量34,200tという長編成の貨物列車が運行する。2013年現在はトランスネット・フレート・レールが所有する。

## 歴史
鉄鉱石が豊富に採掘される内陸部のシシェン鉱山、クマニ鉱山、コロメラ鉱山と、南アフリカにおける主要商業港の1つであるサルダナ港を結ぶ輸出用鉄鉱石の輸送手段として1969年に建設計画が立ち上がり、国営会社のISCOR社によって1976年に開業した。翌1977年に南アフリカ鉄道・港湾庁（現：トランスネット）へ運営権が譲渡され、同時に路線の電化が行われたが、その際に重量級の貨物列車を多数運行する事、変電所間の距離を長くする事、他の鉄道路線と独立した運用となっている事などの理由から、世界の鉄道で最も高い電圧となる交流50kV・50Hzを採用した。
1980年代には鉄鋼の需要が急落したことに伴い廃止が検討された時期もあったがその後需要が回復した事により撤回され、以降は信号所の増設、機関車の増備、貨物列車の長編成化など輸送量増加に合わせた施設の拡充が続いている。また、その過程で開業時の最大許容軸重26tを世界最大級の最大許容軸重30tへと増強している。

## 路線
内陸部のシシェンと沿岸部のサルダナを結ぶ、全長861 km (535 mi)の電化路線。中間駅は乗務員の交換を行うHalfweg駅のみが存在する。全線単線のため、計19箇所に列車交換用の信号所が設置されており、信号や分岐器はCTCによって制御されている。路線の大半は無人の砂漠地帯であり、貨物列車は最大95%の湿度、-8℃から45℃と変動する気温、更に高低差1,295mと言う環境下を走行する。
なお、線路の保守のため1年のうち10日間全線の運行を休止し、1年間に60kmずつバラストの交換やバラストクリーニング作業を実施している。

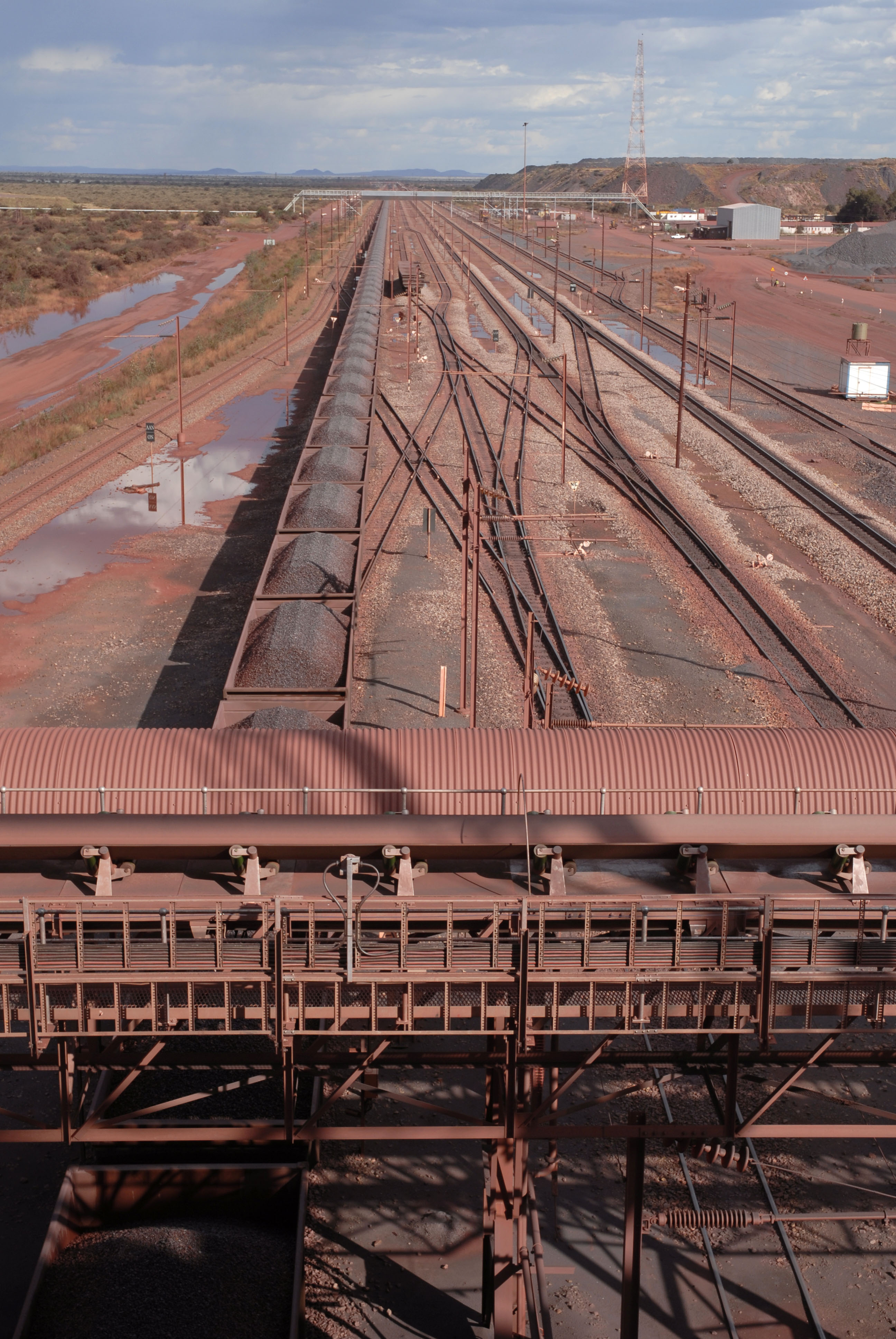
シシェン鉱山で鉄鉱石を積載する貨物列車
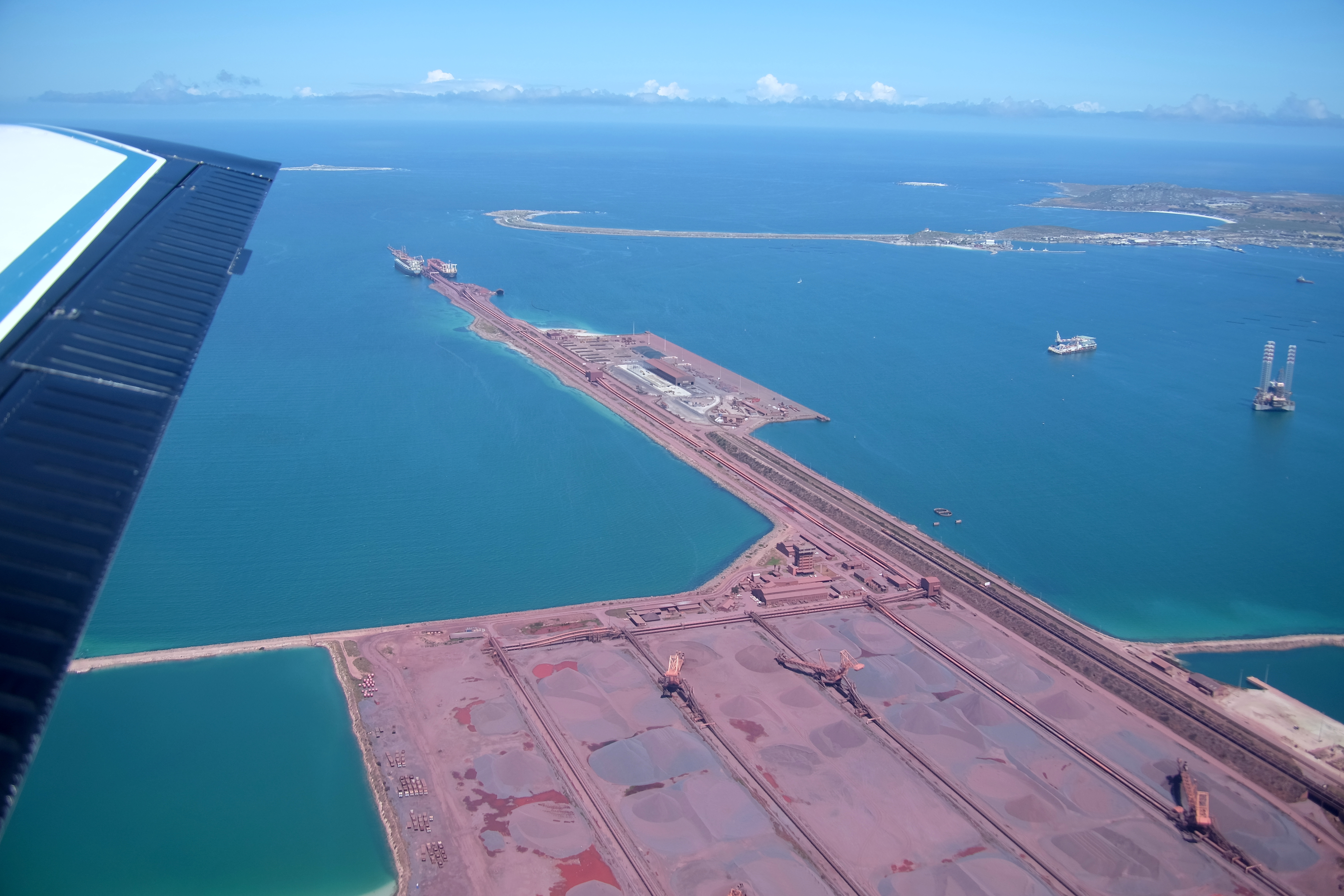
サルダナ港の遠景

## 列車
大量の輸出用鉄鉱石を一度に輸送するために鉄鉱石線は古くから長編成の貨物列車が全区間を21時間かけて運行しており、世界一長い貨物列車として1989年のギネスブックにも認定されている。
それ以降も更なる輸送力増強を実現するため2004年からは無線総括制御により貨物列車の中間・後方に連結された機関車を最前部の機関車から一括して運転するRDP（Radio Distributed Power）技術の試験が行われ、2007年12月から本格的な運用を開始した。RDP技術を用いた"ジャンボ（Jumbo）"と呼ばれる貨物列車は351両編成（電気機関車5両・ディーゼル機関車4両・貨車342両）・最大積載量34,200t・全長4.1kmであり、「機関車2-3両＋貨車114両＋機関車2-3両＋貨車114両＋機関車2-3両＋貨車114両＋機関車2-3両」という編成を組む。

## 車両

### 機関車
開業当初の鉄鉱石線は非電化区間であったためディーゼル機関車が貨物列車を牽引していたが、電化開業により電気機関車が導入されて以降も入換用に加え本線の貨物列車牽引用としての使用が続いており、電気機関車との協調運転も行われている。
- 9E1形・9E2形電気機関車（英語版） - 電化が実施された1978年から1982年にかけて導入された機関車。連続定格出力3,780kw・始動牽引力554kNの数値は製造当初1,067mm（1,065mm）軌間の電気機関車史上最大であった。2000年以降アルストムによる更新工事が実施されている[2]。
- 15E形電気機関車（英語版） - 鉄鉱石の増産計画に合わせた輸送力増強のため2011年から2013年にかけて導入された電気機関車。電気機器は東芝が製造したものを用いる[10]。

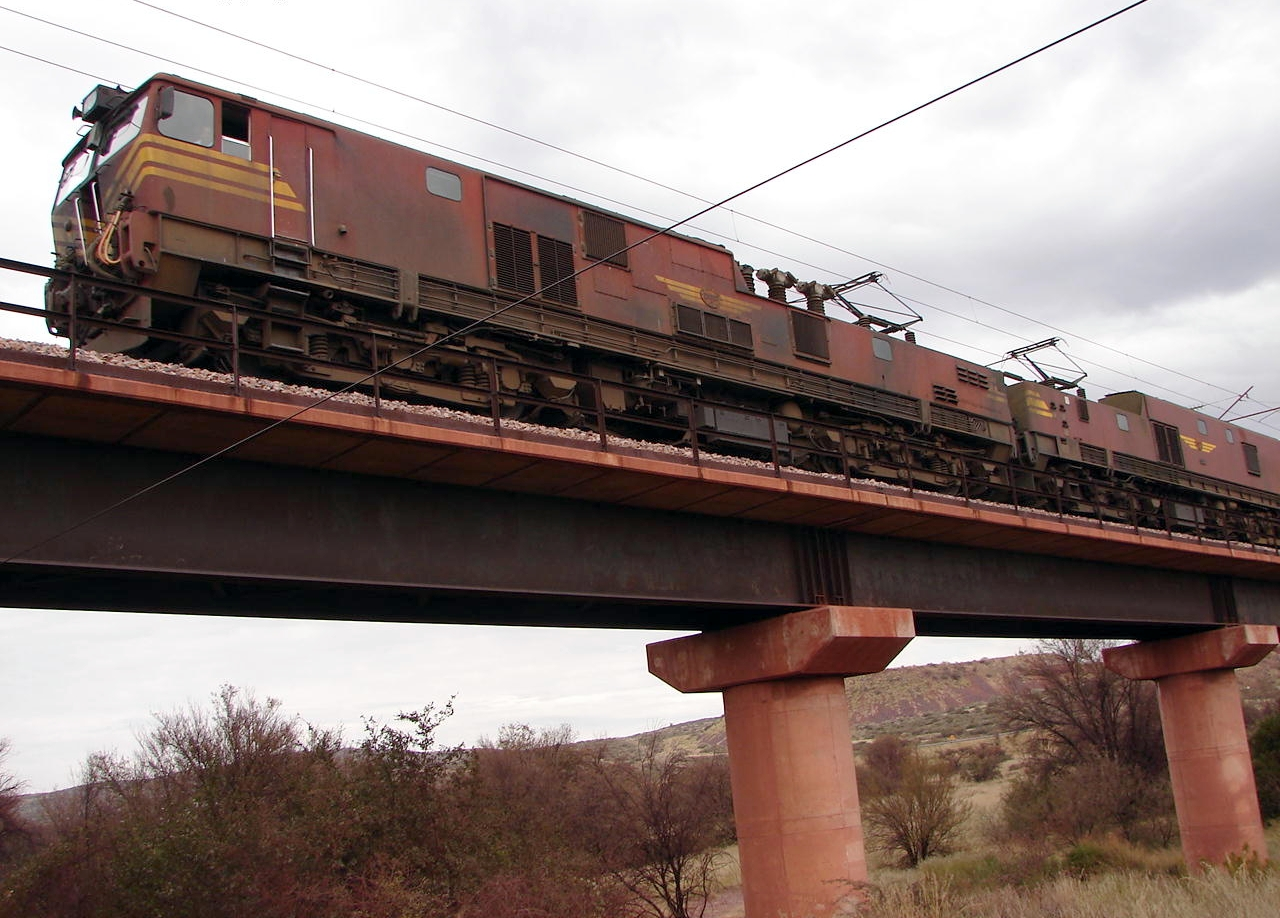
9E1形（登場時の塗装）
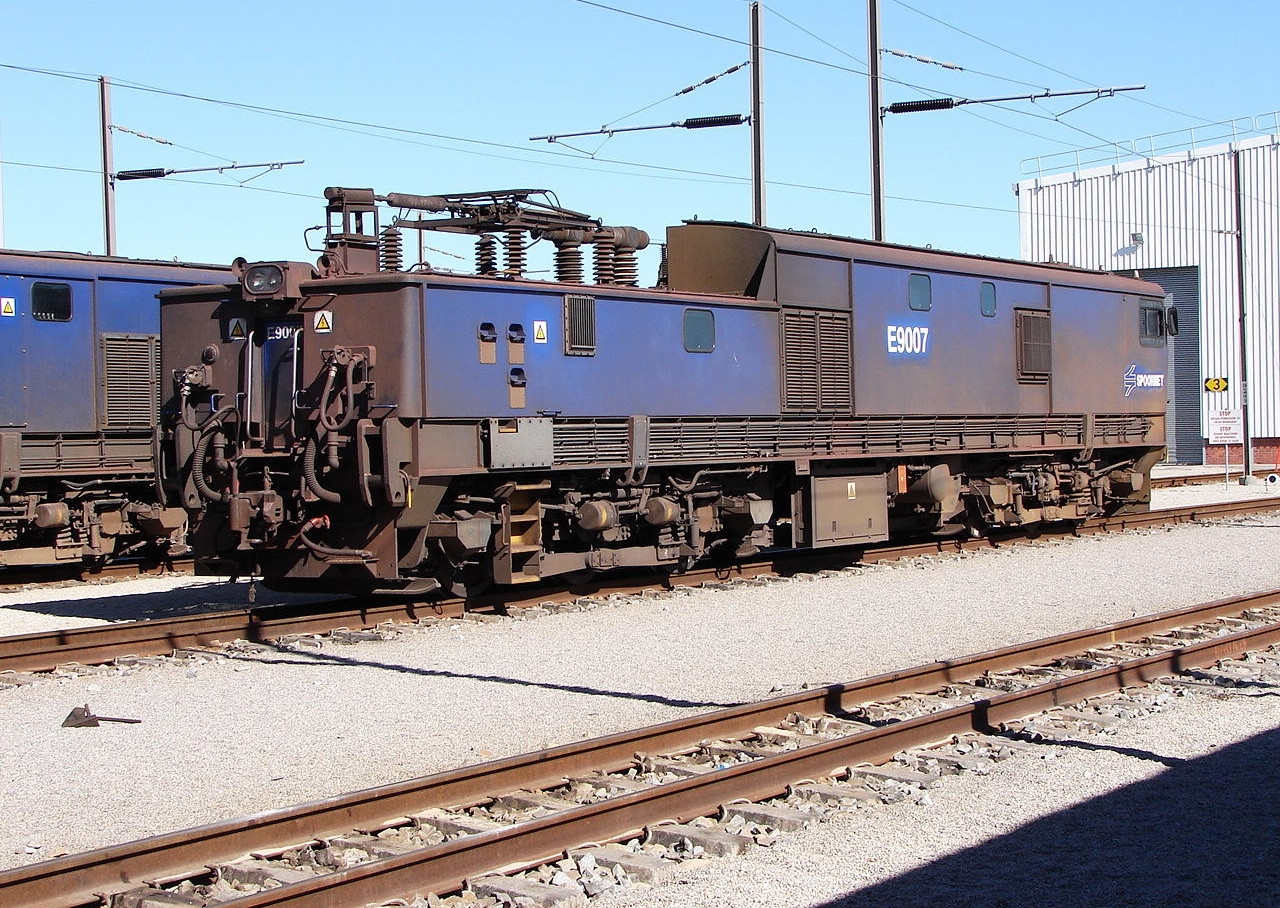
9E1形（後方）
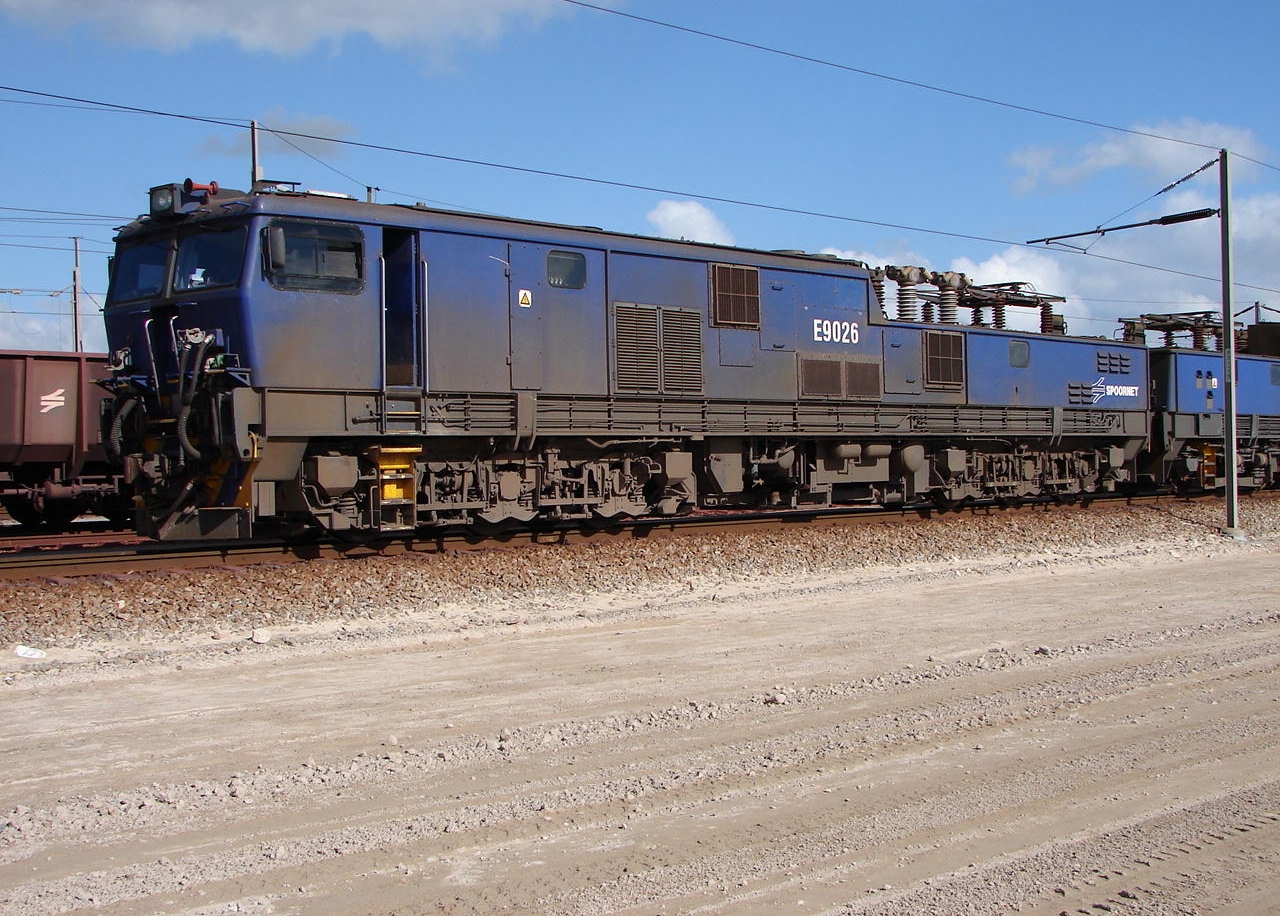
9E2形
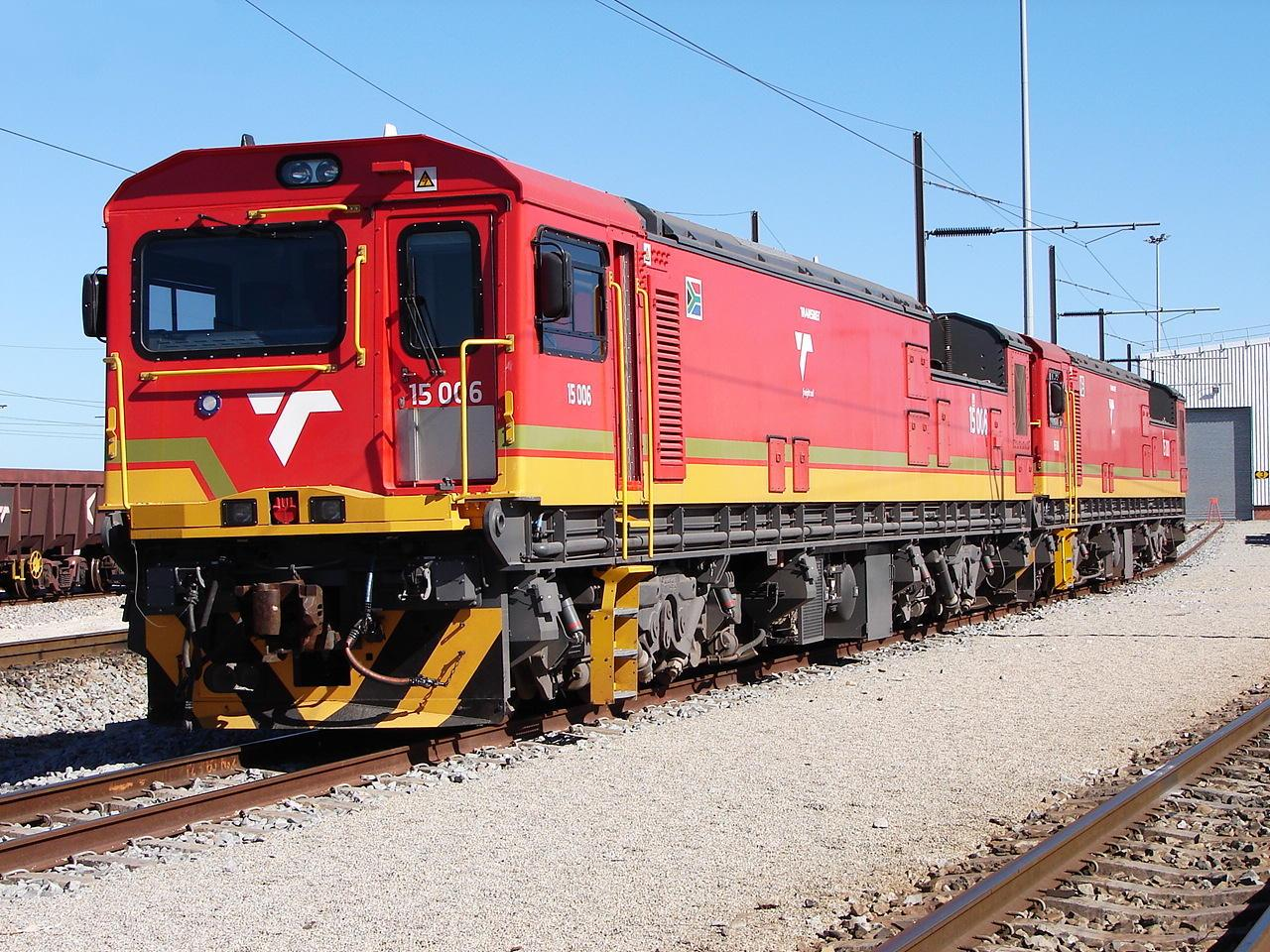
15E形
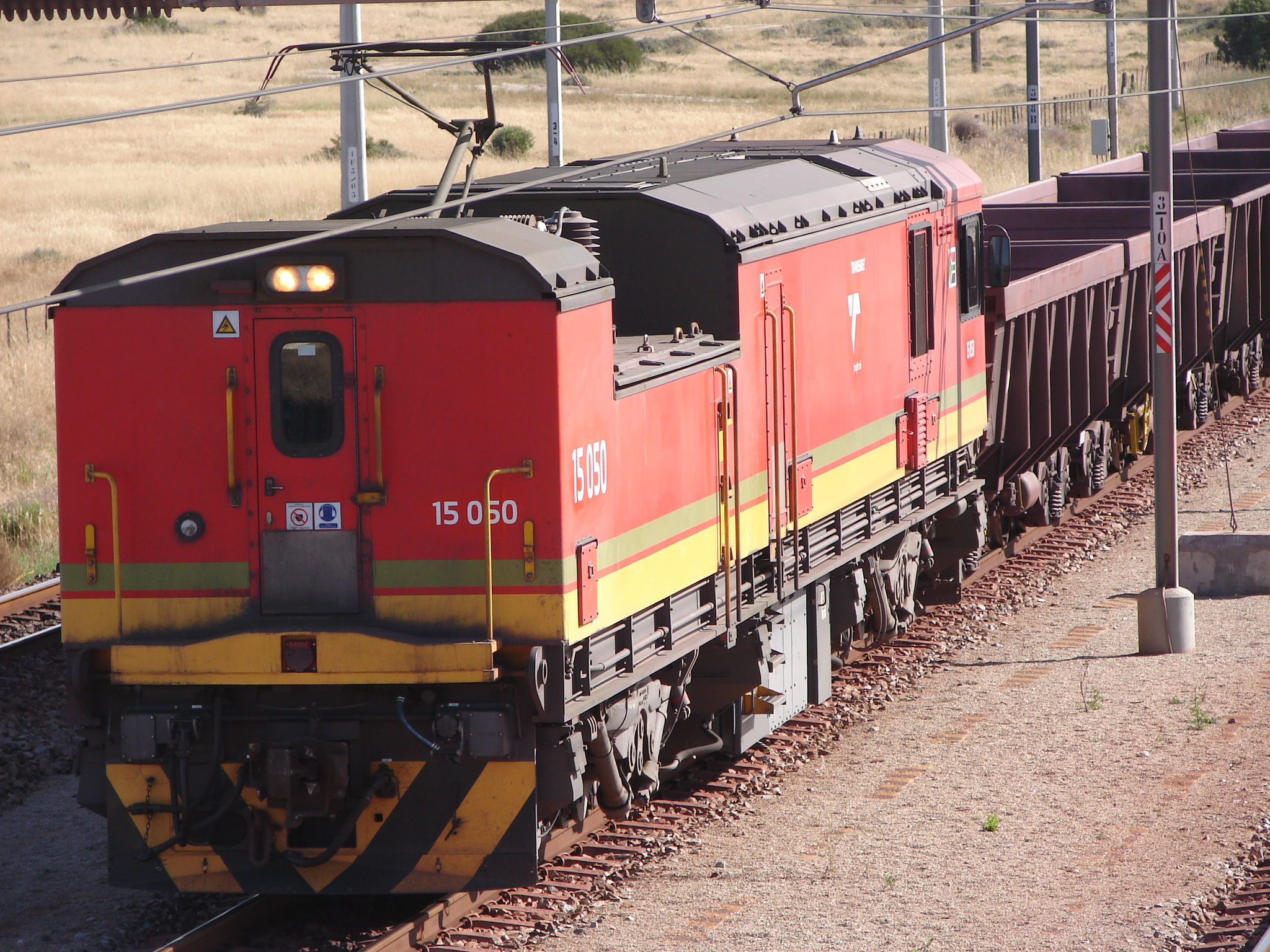
15E形（後方）

- 34-000形・34-400形・34-500形・34-900形ディーゼル機関車（英語版） - 最大2750HPの出力を持つゼネラル・エレクトリック（GE）製のディーゼル機関車で、GE社での形式名はU26C形。導入年によって形式名が分かれている他、34-500形はYACOR社から南アフリカ国鉄が買収した車両である[2]。
- 43-000形ディーゼル機関車（英語版） - 老朽化した上記のディーゼル機関車の置き換え用として2013年以降導入が行われている機関車。GE社での形式名はC30ACi形。それまでディーゼル機関車牽引の場合重連運転が必要だった114両編成の貨物列車の単機運用を可能とする牽引力を有する[11]。

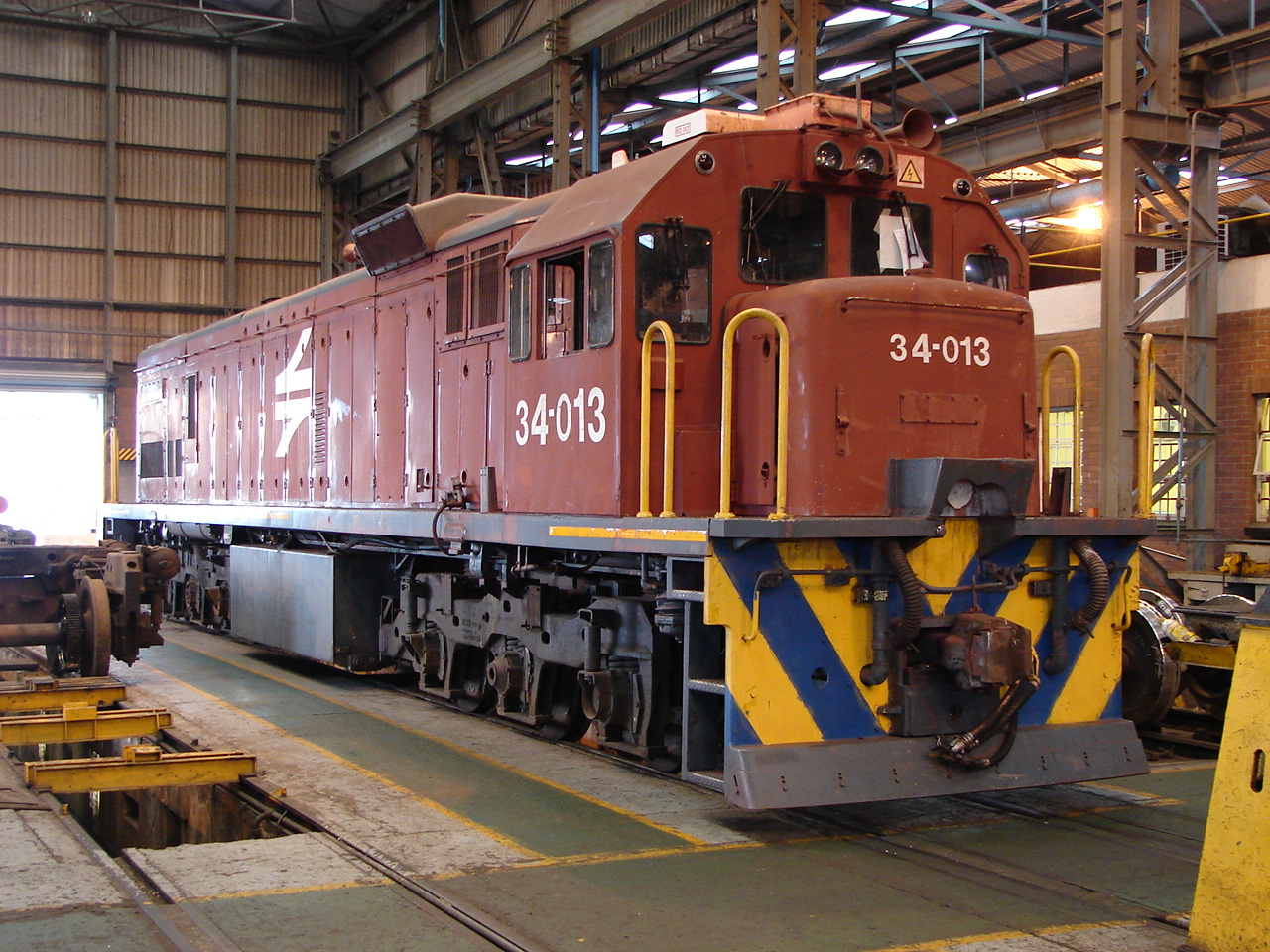
34-000形
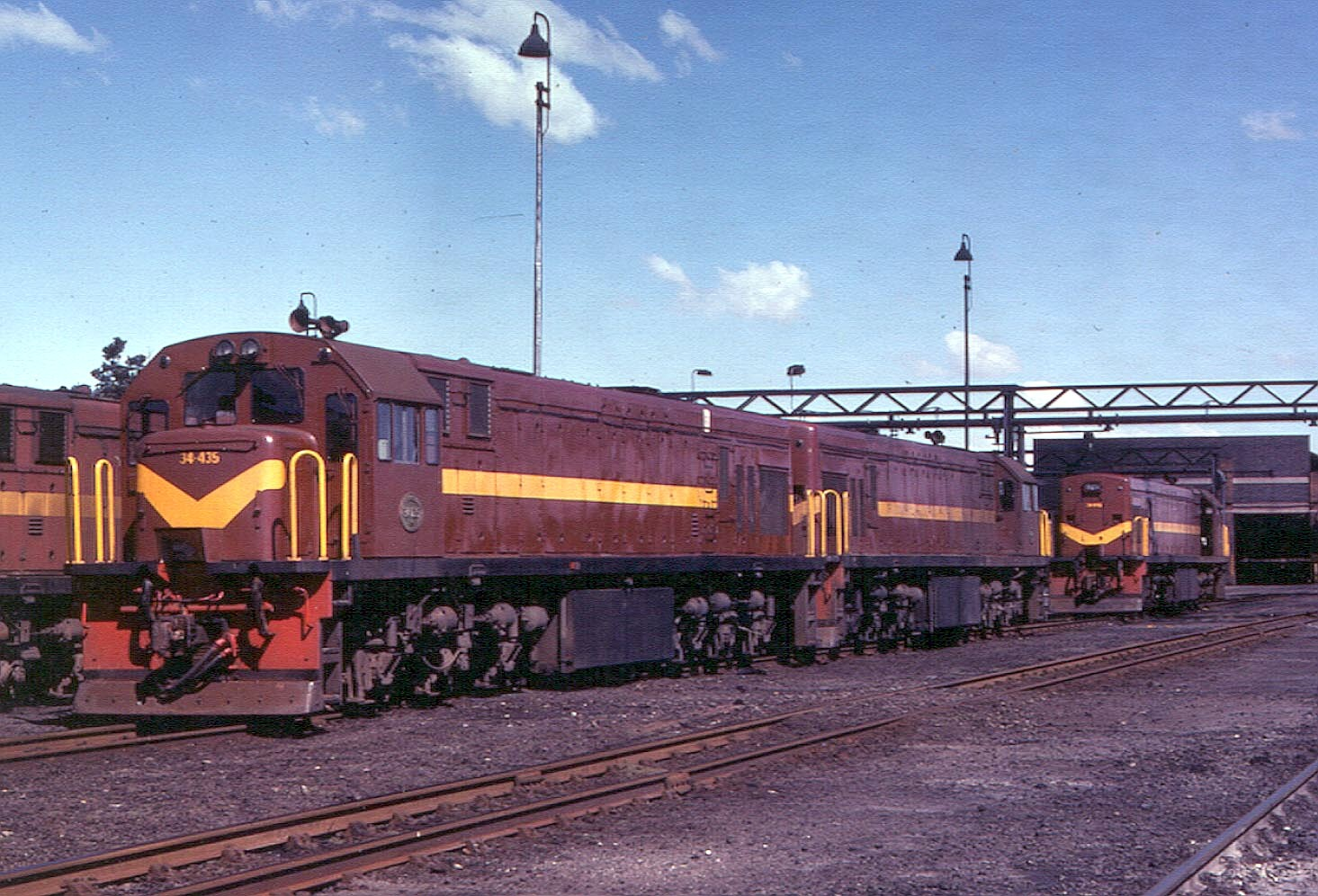
34-400形（登場時の塗装）
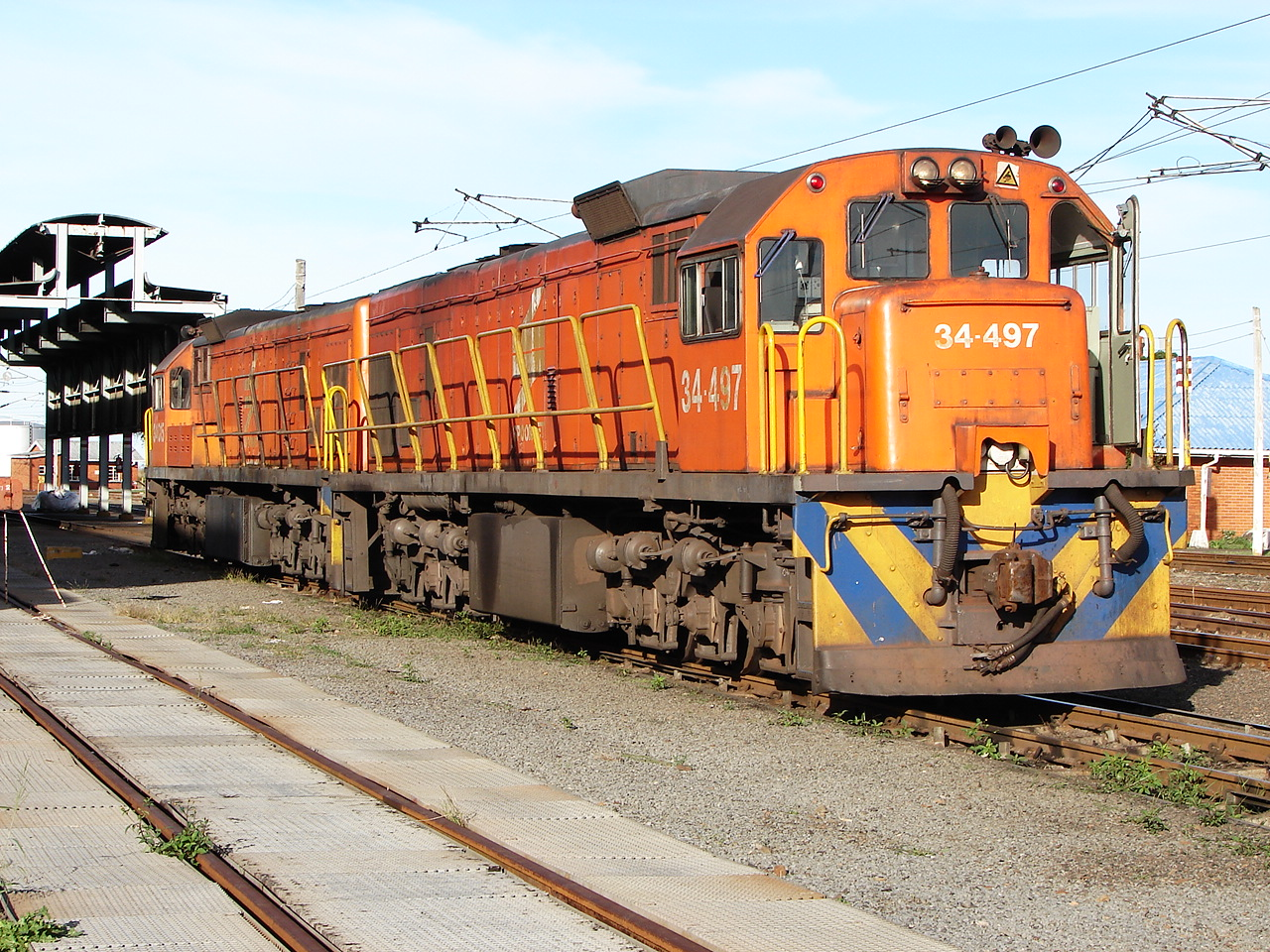
34-400形
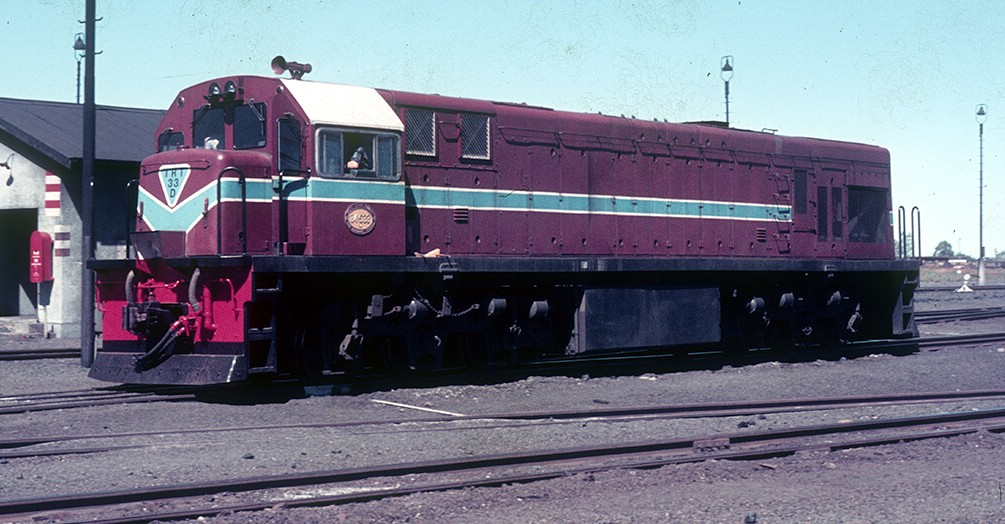
34-500形（ISCOR社時代の塗装）
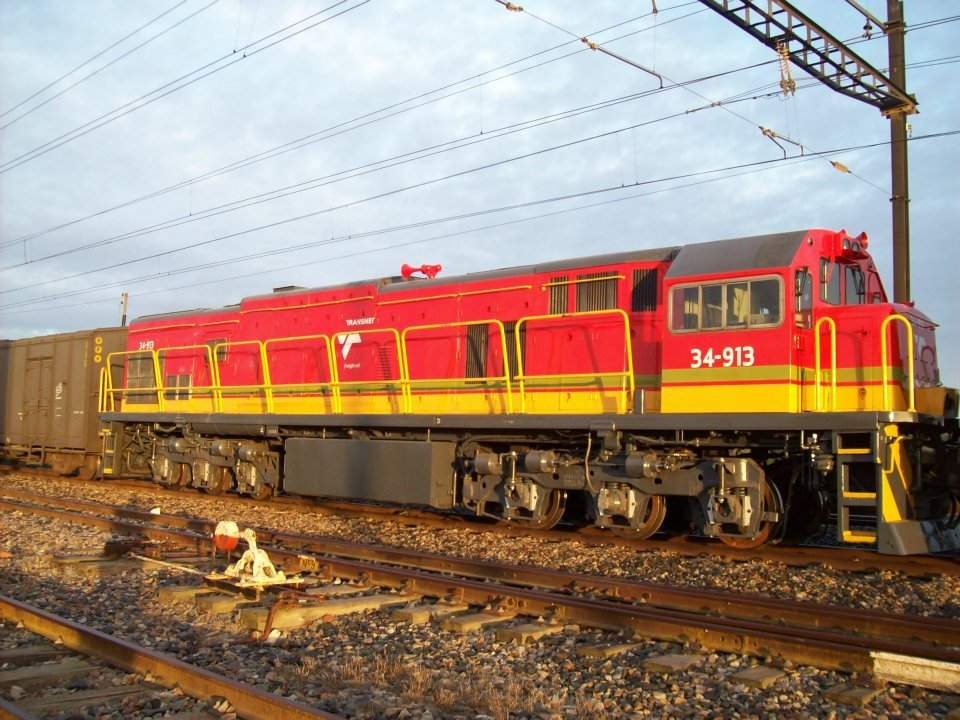
34-900形
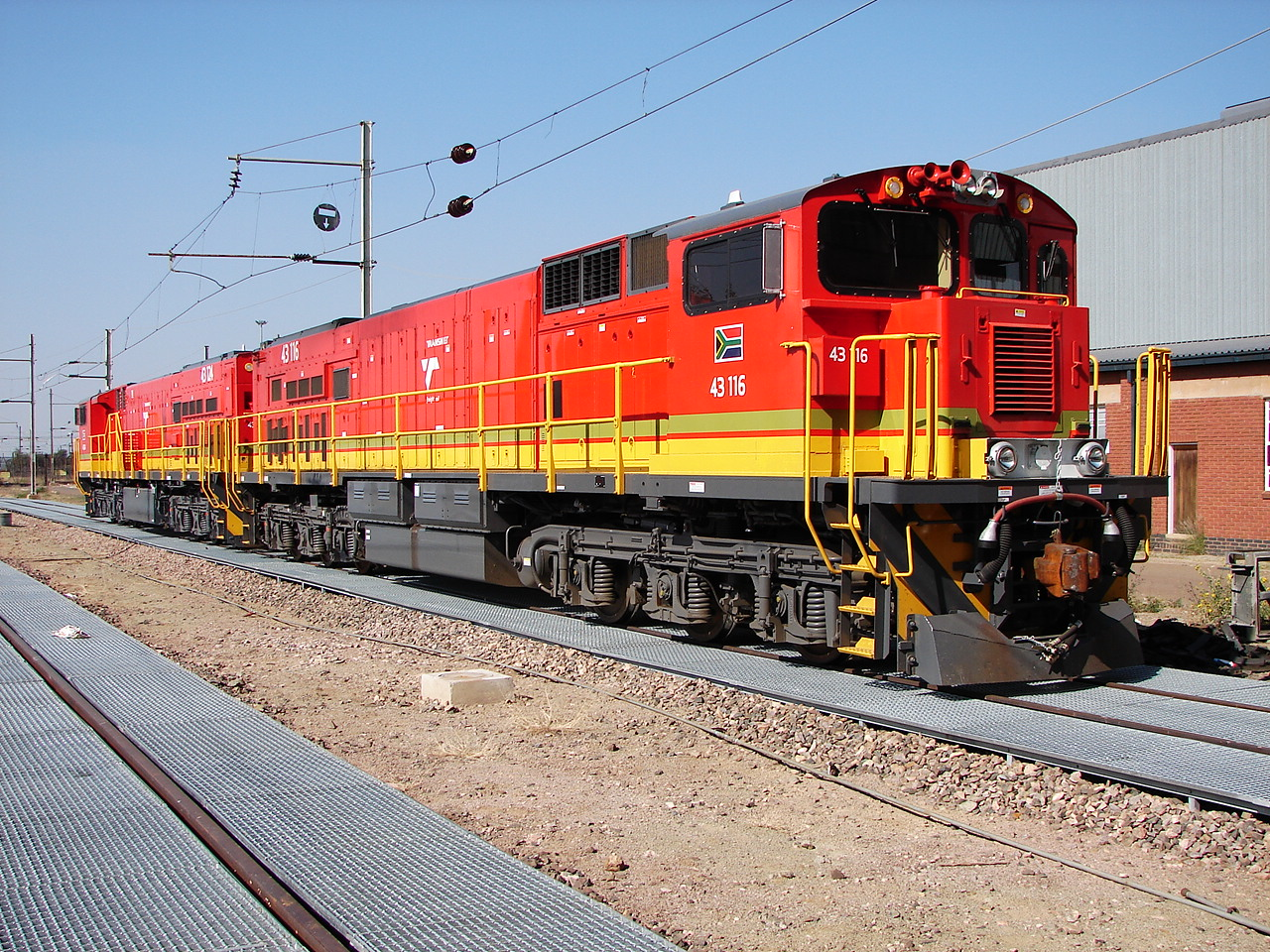
43-000形
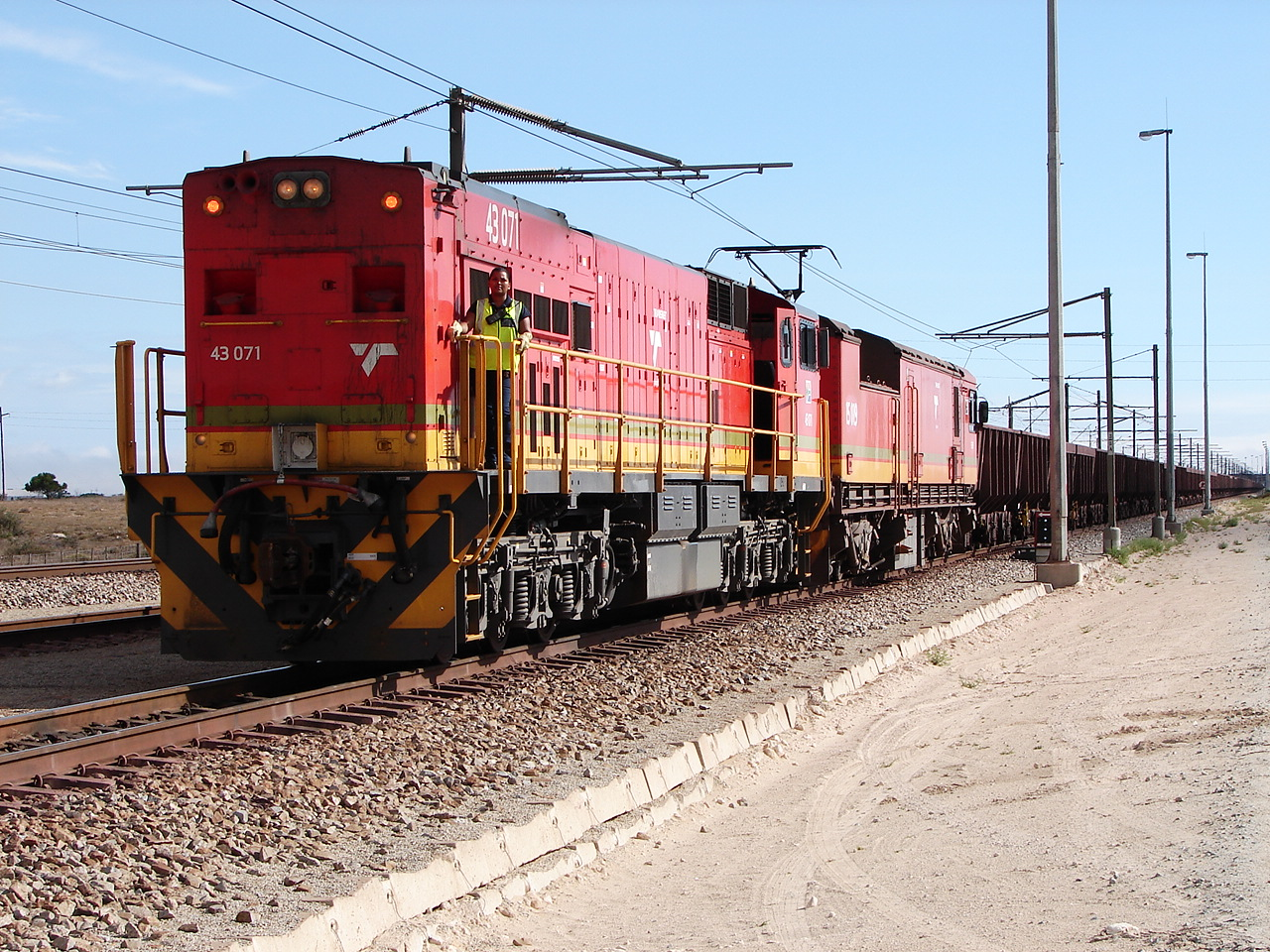
43-000形ディーゼル機関車と15E形電気機関車による重連運転

### 貨車
鉄鉱石線で使用されている貨車は永久連結器で繋がった2両が1ユニットを組んでおり、1999年以降各車両の積載量は100tに改造、もしくは製造当初からそのように設計されている。南アフリカで使用されている貨車の多くは真空ブレーキを用いているが、鉄鉱石線など貨物専用鉄道は開業当初から高いブレーキ応答性や強いブレーキ力を持つ自動ブレーキを使用する。
- 鉄鉱石線の貨物列車（動画）

## 参考資料
- 国際協力機構 (2013a). “南アフリカ共和国 鉄道セクター情報収集・確認調査最終報告書” (PDF). 2019年5月12日閲覧。

- 国際協力機構 (2013b). “第4章 鉄道セクターに係る技術面の現状と課題 - JICA報告書PDF版” (PDF). 2019年5月12日閲覧。